# Алексеевка (Бехтерская сельская община)
Алексе́евка (укр. Олексіївка) — село в Бехтерской сельской общине Скадовского района Херсонской области Украины.
Население по переписи 2001 года составляло 1027 человек. Почтовый индекс — 75642. Телефонный код — 5539. Код КОАТУУ — 6522380201.

## Храмы
- Свято-Троицкий Храм (УПЦ МП)

## Местный совет
75642, Херсонская обл., Голопристанский р-н, с. Алексеевка.